# L'ultimo capodanno
L'ultimo capodanno è un film del 1998, diretto da Marco Risi.

## Trama
Il film è suddiviso in vari episodi grotteschi, ambientati durante l'ultimo giorno dell'anno. Ci sono due ragazzi in cerca di droga, tre ladri che tentano di svaligiare lo studio di un avvocato sadomaso, una famigliola felice e apparentemente tranquilla, una moglie che scopre per caso il tradimento del marito con una sua amica, un'anziana contessa che organizza un veglione nel proprio appartamento con tanto di giovane gigolò e una donna che decide di togliersi la vita, ingerendo diverse pastiglie, perché non si rassegna all'assenza del marito, disperso in Cambogia.

## Produzione
L'ultimo capodanno è tratto dal racconto L'ultimo capodanno dell'umanità di Niccolò Ammaniti, pubblicato nella raccolta Fango.
La maggior parte delle scene vennero girate a Roma.

## Distribuzione
Il film è stato inizialmente distribuito in Italia nel marzo 1998, ma a soli tre giorni dall'uscita il regista Marco Risi decise di ritirarlo dalle sale per la scarsa attenzione del pubblico, dovuta, a suo dire, al lancio sbagliato dell'opera.
Il lungometraggio venne fatto nuovamente uscire nelle sale un anno più tardi.

## Accoglienza
Morando Morandini giudica l'opera come una «commedia corale (...) sotto il segno di una ridondanza cannibalesca non sempre controllata».
Valerio Caprara recensisce il film positivamente, sottolineando come sia «un film italiano, finalmente fuori dagli opposti cretinismi d'impegno e d'evasione».
Leonard Maltin: «Tentativo poco riuscito di ritrarre niente meno che il declino dell'umanità, fornendone invece uno spaccato estremo e grottesco che mal si adopera all'intento».